# Viola bicolor
Viola bicolor är en violväxtart som beskrevs av Frederick Traugott Pursh. Viola bicolor ingår i släktet violer, och familjen violväxter. Inga underarter finns listade i Catalogue of Life.

## Bildgalleri

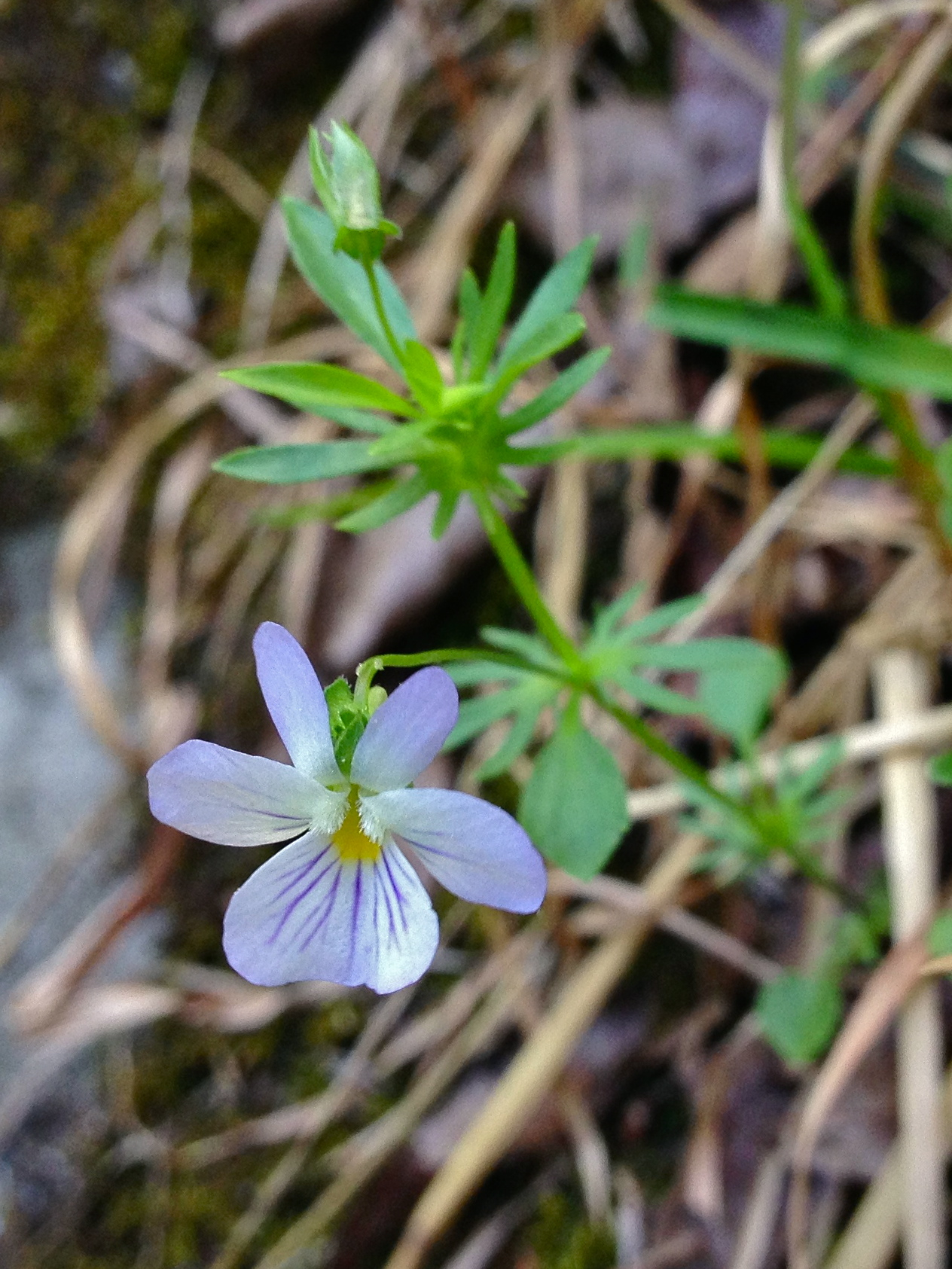